# 白溪朱氏宗祠
白溪朱氏宗祠位于中国浙江省湖州市长兴县雉城街道白溪村，为朱熹后代白溪朱氏祭祖的场所，现存建筑从风格上看建于明末清初，中轴线上依次为门厅、正厅和披屋，门厅前有东西牌坊，正厅前有东西厢房，山墙两侧有东西附屋，后东附屋被改建为前后三进的附属院落，依次为门屋、门厅和后厅。各进均为硬山顶砖木结构厅堂，门厅面阔五间带两翼各三间、进深五檩，正厅面阔三间、进深八檩，厢房面阔三间、进深七檩。建筑在1949年后一度作为国家粮库和家庭作坊使用，2006年由长兴县政府投资260万元修缮。